# Antropología filosófica

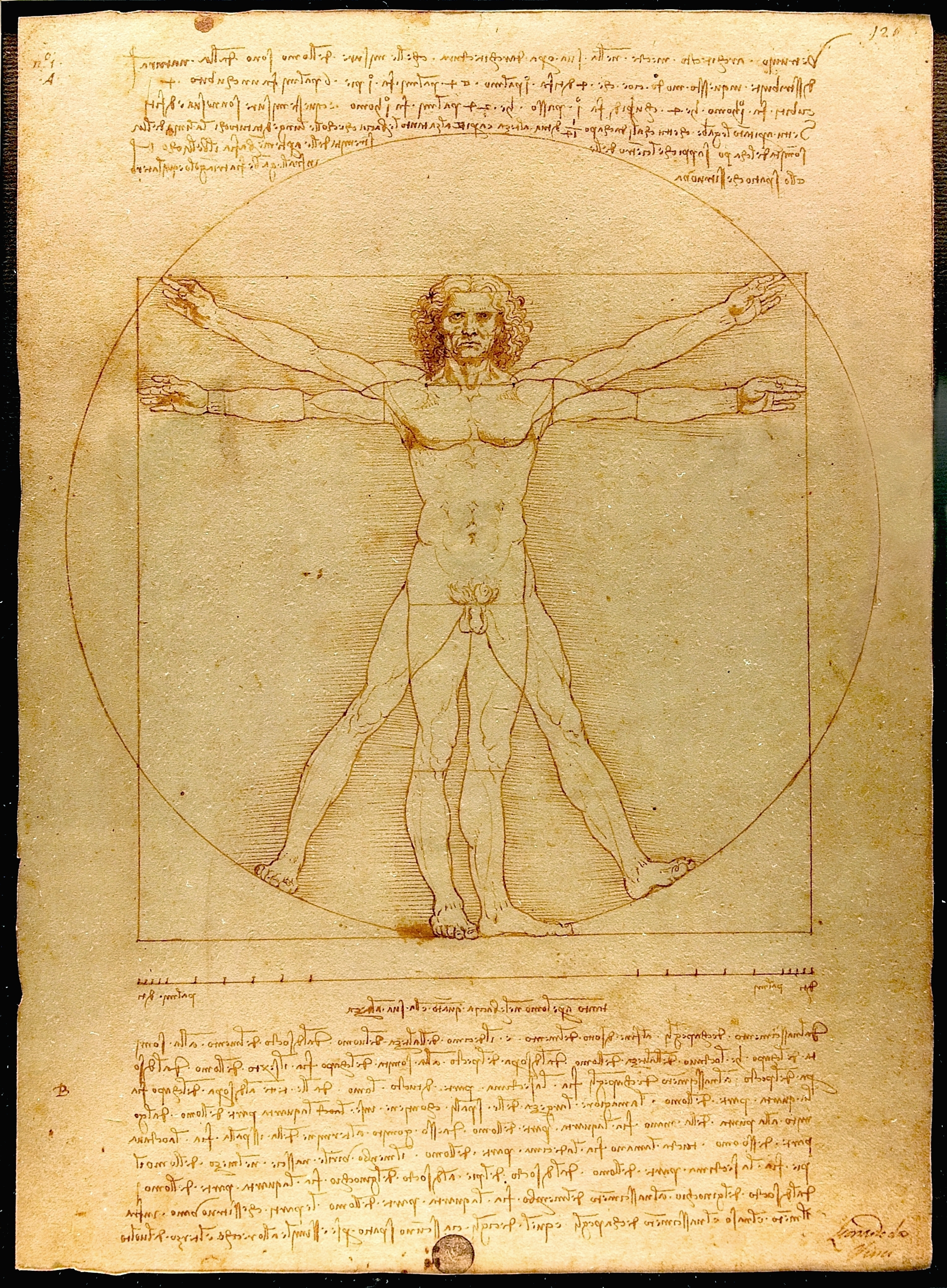
El Hombre de Vitruvio de Leonardo da Vinci.

La antropología filosófica (antropología: del griego, ánthropos, 'hombre', y logos, 'razón' o 'discurso'; filosófica: derivado del griego φιλεῖν [fileîn], «amar», y σοφία [sofía], «sabiduría») se puede entender de varias maneras. Una sería el estudio filosófico del ser humano elaborado a lo largo de los siglos y actualmente, objeto de atención de los filósofos. Hay otra manera para entender la expresión que sería más restringida, y se aplicaría a un movimiento o escuela de pensamiento fundada en Alemania en los años 1920 y 1930, de filósofos, antropólogos y sociólogos. Este movimiento tuvo una influencia decisiva en el panorama intelectual alemán del siglo XX.
El tema general u objeto material de la antropología filosófica es el fenómeno humano, es decir, la serie de manifestaciones que atestiguan la presencia del hombre. Interesan especialmente aquellas manifestaciones que entrañan un cierto enigma o paradoja, tales como el fenómeno del conocimiento científico, de los juicios de valor, de la libertad, de la comunicación interpersonal y de la religión. Su objeto formal (aspecto o ángulo especial que escoge la ciencia para estudiar el objeto material) reside en las características humanas que posibilitan dicho fenómeno. La psicología y la historia, por ejemplo, coinciden en el objeto material de la Antropología filosófica, pero no en su objeto formal.
La antropología filosófica marca un punto de inflexión en la filosofía por medio de la crítica del idealismo y del dualismo cartesiano, con una concepción del hombre como una unidad física y psíquica. Fue también una respuesta a la teoría del historicismo alemán.
La base de su planteamiento consistía en utilizar las enseñanzas de las ciencias naturales (como la biología, zoología, etología, paleoantropología, etc.) y las ciencias humanas para tratar de identificar las características de la especie humana y su posición específica en el mundo y el entorno natural.
Sus principales representantes son Max Scheler, Helmuth Plessner y Arnold Gehlen. También destacan cerca de esta corriente Gotthard Günther, Helmut Schelsky, Erich Rothacker y Peter Sloterdijk.

## Orígenes
Los problemas que ocupan a la antropología filosófica se han venido planteando a lo largo de la historia, pero la disciplina como tal nace a mediados del siglo XIX.
En la Edad Antigua diversos autores ofrecieron reflexiones filosóficas sobre el ser humano. Como síntesis de sus ideas podemos evocar a algunos de ellos: Sócrates, quien propone una mirada reflexiva sobre sí mismo; Platón, quien sostuvo que el hombre tiene un alma unida a un cuerpo y necesita mover a ambos simultáneamente (Timeo), si bien el alma tiene el primado sobre el cuerpo (Fedón, República). Aristóteles en cambio, sostuvo que el hombre es una sustancia compuesta de cuerpo y alma.
En la Edad Media reinó un periodo teocéntrico, en el que todo giraba en torno al concepto de Dios. Al hombre se le interpreta por su relación con Dios, visto como un ser creado por Dios a su imagen y semejanza (posesión de inteligencia y capacidad de amar). El hombre es considerado un compuesto de cuerpo y alma, y esta es considerada algo de naturaleza espiritual, libre e inmortal. San Agustín se apoya en un argumento platónico y dice respecto a Platón: «Nadie como Platón se ha acercado tanto a nosotros»[cita requerida].
En la Edad Moderna el filósofo francés René Descartes puso la certeza del conocimiento en la pura autocerteza de la conciencia (cogito ergo sum). El «yo» de la conciencia está seguro de su propia existencia antes que de la existencia del resto de las cosas. Con la conciencia Descartes no se refiere al hombre, sino a la pura razón. De este modo en el modelo cartesiano el ser humano se presenta como un agregado de dos realidades distintas e incomunicables. Por un lado la razón, la conciencia pensante (res cogitans) y por otro el mundo corporal extenso (res extensa). Con ello se niega la unidad substancial entre cuerpo y alma espiritual en el hombre y la posibilidad de una interacción entre las dos substancias. Más tarde, Immanuel Kant contrapondrá los conceptos de naturaleza y persona. Según Kant, la persona posee conciencia moral y es el único ser que la posee. Kant define a la persona como «la libertad e independencia frente al mecanicismo de la naturaleza entera». La persona es el único ser del universo sometido a leyes propias, es decir, sometido a leyes puras, prácticas establecidas por su propia razón. «La persona es la libertad de un ser racional sometido a leyes morales». Estas leyes morales de las que habla Kant se las da el ser racional a sí mismo, lo cual no quiere decir que sean arbitrarias.
En la Edad Contemporánea se abre espacio a una amplia diversidad de corrientes que proponen una visión sobre lo que es el hombre. La mayoría de éstas son el resultado de una radicalización de las posturas surgidas en la Edad Moderna. Por un lado se posiciona fuertemente una visión materialista sobre el hombre, según la cual en el ser humano no existe más que el ser y el acontecer materiales. Se niega con ello lo espiritual en el hombre, que siglos antes había sido considerado como la esencia misma del ser humano. A favor de esta teoría se han intentado esgrimir argumentos surgidos de la teoría de la evolución de Darwin. Por otro lado, la corriente existencialista ha negado que en hombre se dé una esencia que lo determine, abogando que el hombre es ante todo indeterminación y libertad pura. En esta doctrina se enfatiza la inmediatez de la experiencia personal y la autodeterminación de la propia existencia por parte de cada individuo, con el peligro de caer en el relativismo ético. Una tercera corriente muy fuerte surgida en la Edad Contemporánea para tratar el tema del hombre es el personalismo. Esta corriente filosófica busca poner el énfasis en el significado del ser personal del hombre y su apertura constitutiva hacia los demás. Parte de la segunda formulación del imperativo categórico kantiano según el cual la persona se debe tratar como un fin y nunca como un medio. En los últimos años, algunos intelectuales de Latinoamérica han analizado esta temática, tal como nos explica el antropólogo ecuatoriano Daniel Xavier Calva Nagua (2013): "la mezcla de filosofía y de antropología, es el caldo de cultivo perfecto para la investigación sociohumana, dos grandes disciplinas académicas que se parecen tanto, pero que estudian a su manera a la humanidad, juntas intentan darnos una mejor concepción del ser humano, no solo como un ser racional o como un ser biótico, sino como un ente que ama, que siente, que forja su destino".

## El problema de la naturaleza del ser humano
Podemos empezar enumerando tres tesis: «naturalismo o monismo», «esencialismo o dualismo», y las contribuciones de la filosofía hermenéutica.

### Naturalismo o monismo antropológico
Según esta tesis, no hay una diferencia esencial entre el hombre y el animal, sino diferencias de grado, de modo que la vida superior del hombre resulta ser una forma más desarrollada, perfeccionada o evolucionada de la serie animal. Las formas más altas de la vida humana (pensamiento, lenguaje, arte, etc.) no son más que las resultantes genéticas de procesos inherentes a las manifestaciones más elementales. Las dos variantes de esta teoría son la concepción mecánico-formal, y la concepción vitalista. La primera tiene dos variedades: el materialismo, que reduce los fenómenos vitales y psíquicos a fenómenos físicos-químicos; y el sensualismo, que considera que todas las formas de fenómenos psíquicos son formas más complejas de los datos sensibles. La segunda explica al hombre en su integridad por la vida: el hombre se convierte en el último producto de la evolución vital. Esta concepción se diversifica según qué se considere como decisivo en la variedad de los impulsos vitales. Algunos le dieron importancia a los impulsos nutritivos, otros a los impulsos de poder y otros a los impulsos sexuales.

### Esencialismo o dualismo
Esta tesis afirma que el hombre se distingue esencialmente, y no puramente de grado, de los demás seres vivos pues en él hay un principio que le pertenece en exclusividad y que entraña la posibilidad de una separación radical entre el hombre y el animal. El principio que diferencia al hombre puede concebirse de distintas maneras: según el hombre es el que razona al animal, en cambio el animal por no tener raciocinio no puede razonar al hombre.
Según autores del mundo antiguo y medieval, la diferencia básica entre hombres y animales está en el hecho de que el hombre poseería un alma espiritual, no reducible a los elementos materiales que componen el cuerpo humano.

### Hermenéutica
El hombre no es algo que viene dado «esencialmente», sino que se configura a través de sus relatos, mitos, narraciones, saberes, creencias y construcciones culturales. En todo esto tiene una importancia capital el lenguaje, que le brinda la posibilidad de expresión y de «sentido», pero también le muestra sus límites.
El hombre no está «atado» a algo fijo o estático, sino que se va configurando. El ser humano se debe a un desarrollo temporal (historia) y a la vez a un «proyecto» que le configura como alguien en desarrollo, nunca acabado. En esta historicidad, el hombre no es un espectador imparcial de los fenómenos, sino que se ubica frente a los mismos desde presupuestos «heredados» (tradición) que le orientan.